# Різанина у Гвозданську

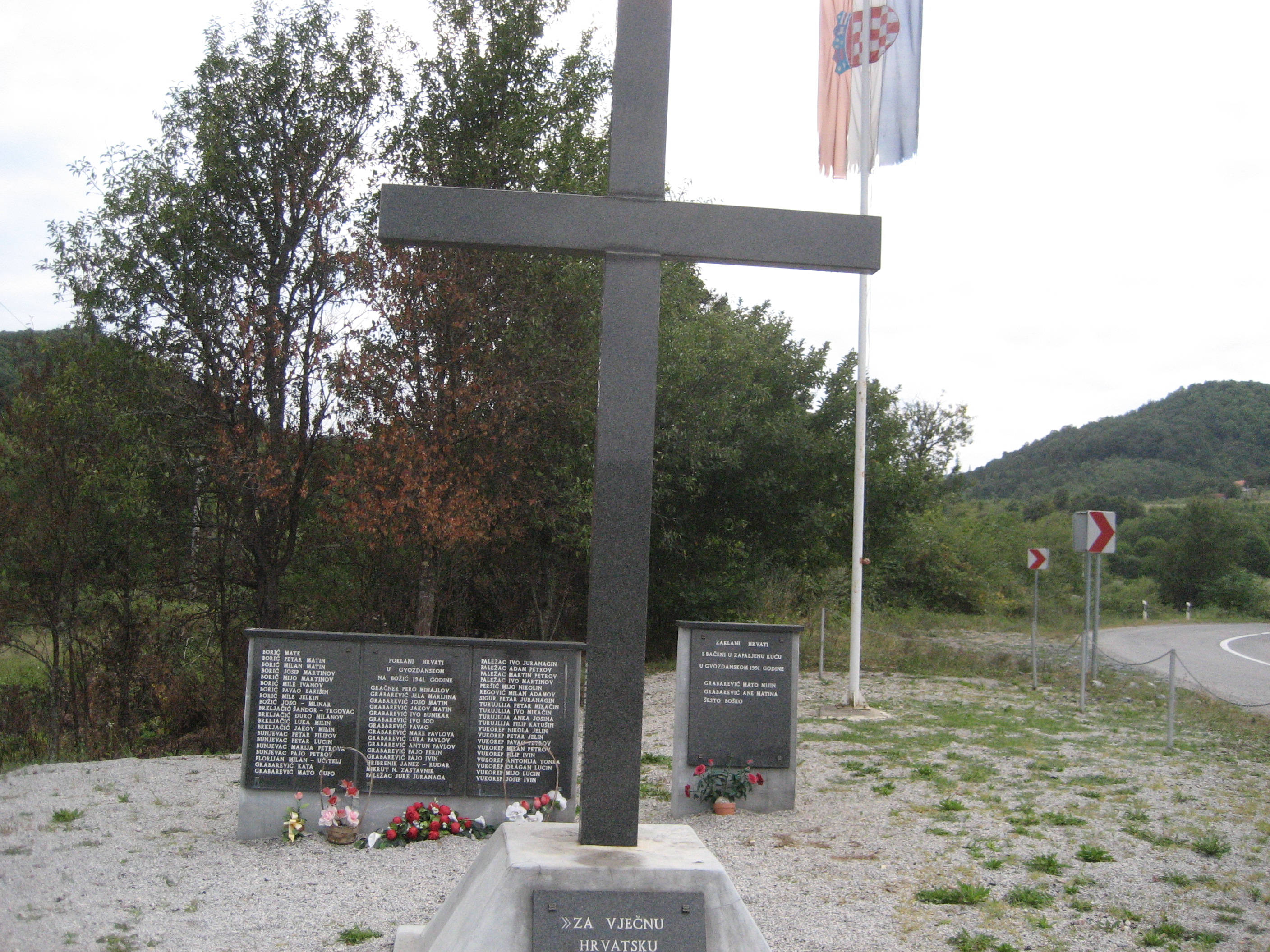
Пам'ятна дошка з іменами жертв різанини у Гвозданську 26 грудня 1941 р.

Різанина у Гвозданську (хорв. Pokolj u Gvozdanskom) — вживана в хорватській історіографії назва на позначення різанини, вчиненої «антифашистами» (тітовськими партизанами вкупі з четниками) на Різдво за григоріанським календарем 26 грудня 1941 у селі Гвоздансько протягом вечірньої відправи. Тоді загинуло 55 хорватів. Їхні імена викарбувано на пам'ятнику в селі край дороги. Інші жителі втекли. Всі хати було розграбовано, а потім підпалено разом із місцевою церквою. 
Національність винуватців злочину визначається як переважно сербська, враховуючи, що ядро нападників складали бійці загону Василя Гачеші, а ті були сербами, Інше джерело твердить, що вбивцями були «влахи», але так хорвати пейоративно називають сербів. Різанина мала очевидний етнічний характер. Фактично злочинці під виглядом «антифашистської боротьби» зводили порахунки з довколишніми хорватами.
Село ще раз постраждало в 1991 році, коли четники вбили трьох сільчан і підпалили відбудовану церкву.